# Red Rocks
Red Rocks est un village canadien situé sur l'île de Terre-Neuve dans la province de Terre-Neuve-et-Labrador. Il est accessible par la route 1.

## Annexe